# Kluczów Mały
Kluczów Mały (ukr. Малий Ключів) – wieś na Ukrainie, w  obwodzie iwanofrankiwskim, w rejonie kołomyjskim.